# Annibale Comessatti

Von links, stehend: Annibale Comessatti, Dr. Ernst Völlm (Zürich), Rektor Michel Plancherel, sitzend: Frl. Maria Camelia Comessatti, Frau Comessatti, auf dem Internationalen Mathematikerkongress, Zürich 1932

Annibale Comessatti (* 30. Januar 1886 in Udine; † 13. September 1945 in Padua) war ein italienischer Mathematiker, der sich insbesondere mit Algebraischer Geometrie befasste, speziell mit reeller algebraischer Geometrie.

## Leben
Comessatti studierte an der Universität Padua bei Giuseppe Veronese, Gregorio Ricci-Curbastro, Tullio Levi-Civita und Francesco Severi mit dem Laurea-Abschluss 1908. Danach war er Assistent von Severi in Padua, bis er 1920 aufgrund eines Wettbewerbs Professor für algebraische Analysis und Analytische Geometrie an der Universität Cagliari wurde. Ab 1922 war er Professor in Padua. Er lehrte auch in Ferrara (1924 bis 1927) und Bologna (1937 bis 1939).
Er war ab 1935 Mitglied der Accademia dei Lincei. Außerdem war er Mitglied der Accademia delle Scienze di Torino, der Accademia di Padova, des Istituto Lombardo, des Istituto Venet und der Société royale des Sciences in Lüttich. 1926 erhielt er den Mathematik-Preis der Accademia dei XL und 1933 den Feltrinelli-Preis der Accademia dei Lincei.
Zu seinen Studenten gehörte Ugo Morin.

## Schriften
- Lezioni di Geometria Analitica e Proiettiva, 2 Bände, 1930, 1931, 2. Auflage 1941/42.